# Sulzbachtal
Sulzbachtal település Németországban, Rajna-vidék-Pfalz tartományban. Lakosainak száma 437 fő (2023. december 31.).

## Népesség
A település népességének változása:
| Lakosok száma | 457  | 475  | 412  | 434  | 439  | 438  | 437  |
|               | 1975 | 2010 | 2017 | 2019 | 2021 | 2022 | 2023 |